# Orchies
Orchies je francouzská obec v departementu Nord v regionu Hauts-de-France. V roce 2010 zde žilo 8 178 obyvatel. Je centrem kantonu Orchies.

## Sport
V obci se nachází Pévèle Arena, ve které se konalo play off Mistrovství Evropy v basketbalu žen 2013, působil zde také basketbalový klub Union sportive Valenciennes Olympic, který nyní hraje ve Valenciennes.